# Djibuti (cidade)
Djibuti ou Jibuti (em francês:  Djibouti; em árabe: جيبوتي, transliterado Jībūtī ), é a capital e maior cidade da República do Djibuti. É um porto no golfo de Tadjoura, a parte mais ocidental do golfo de Adem. A cidade exporta principalmente café, couro e sal. Sua população é de cerca de 600 mil habitantes (2018). O seu porto é principal motor da economia nacional.

## História
Foi fundada em 1888 pelos franceses.

## Clima
O clima de Djibuti é árido. A temperatura fica elevada em todas as estações, mas no verão ela atinge valores muito altos, a média das mínimas de julho a agosto é 31 graus. No inverno há mais nebulosidade e umidade, entretanto o índice de precipitação ainda é muito baixo.
| Dados climatológicos para Djibuti (1961–1990)                                          | Dados climatológicos para Djibuti (1961–1990) | Dados climatológicos para Djibuti (1961–1990) | Dados climatológicos para Djibuti (1961–1990) | Dados climatológicos para Djibuti (1961–1990) | Dados climatológicos para Djibuti (1961–1990) | Dados climatológicos para Djibuti (1961–1990) | Dados climatológicos para Djibuti (1961–1990) | Dados climatológicos para Djibuti (1961–1990) | Dados climatológicos para Djibuti (1961–1990) | Dados climatológicos para Djibuti (1961–1990) | Dados climatológicos para Djibuti (1961–1990) | Dados climatológicos para Djibuti (1961–1990) | Dados climatológicos para Djibuti (1961–1990) |
| Mês                                                                                    | Jan                                           | Fev                                           | Mar                                           | Abr                                           | Mai                                           | Jun                                           | Jul                                           | Ago                                           | Set                                           | Out                                           | Nov                                           | Dez                                           | Ano                                           |
| -------------------------------------------------------------------------------------- | --------------------------------------------- | --------------------------------------------- | --------------------------------------------- | --------------------------------------------- | --------------------------------------------- | --------------------------------------------- | --------------------------------------------- | --------------------------------------------- | --------------------------------------------- | --------------------------------------------- | --------------------------------------------- | --------------------------------------------- | --------------------------------------------- |
| Temperatura máxima recorde (°C)                                                        | 32,1                                          | 32,6                                          | 36,1                                          | 36,4                                          | 44,5                                          | 45,9                                          | 45,9                                          | 45,8                                          | 43,6                                          | 38,3                                          | 34,8                                          | 32,6                                          | 45,9                                          |
| Temperatura máxima média (°C)                                                          | 28,7                                          | 29,0                                          | 30,2                                          | 32,0                                          | 34,9                                          | 39,0                                          | 41,7                                          | 41,2                                          | 37,2                                          | 33,1                                          | 30,8                                          | 29,3                                          | 33,9                                          |
| Temperatura média (°C)                                                                 | 25,1                                          | 25,7                                          | 27,0                                          | 28,7                                          | 31,0                                          | 34,2                                          | 36,4                                          | 36,0                                          | 33,1                                          | 29,3                                          | 26,9                                          | 25,4                                          | 29,9                                          |
| Temperatura mínima média (°C)                                                          | 21,5                                          | 22,5                                          | 23,8                                          | 25,4                                          | 27,0                                          | 29,3                                          | 31,1                                          | 30,6                                          | 28,9                                          | 25,6                                          | 23,1                                          | 21,6                                          | 25,9                                          |
| Temperatura mínima recorde (°C)                                                        | 16,0                                          | 16,2                                          | 17,0                                          | 18,5                                          | 19,8                                          | 24,0                                          | 23,3                                          | 24,1                                          | 23,1                                          | 17,2                                          | 17,8                                          | 16,8                                          | 16,0                                          |
| Chuva (mm)                                                                             | 10,0                                          | 18,8                                          | 20,3                                          | 28,9                                          | 16,7                                          | 0,1                                           | 6,2                                           | 5,6                                           | 3,1                                           | 20,2                                          | 22,4                                          | 11,2                                          | 163,5                                         |
| Dias com chuva                                                                         | 2                                             | 3                                             | 1                                             | 2                                             | 1                                             | 0                                             | 1                                             | 1                                             | 0                                             | 2                                             | 2                                             | 1                                             | 15                                            |
| Umidade relativa (%)                                                                   | 74                                            | 73                                            | 73                                            | 75                                            | 70                                            | 57                                            | 43                                            | 46                                            | 60                                            | 67                                            | 71                                            | 71                                            | 65                                            |
| Dias de sol                                                                            | 243,9                                         | 218,7                                         | 262,4                                         | 274,0                                         | 314,7                                         | 283,5                                         | 259,0                                         | 276,8                                         | 278,7                                         | 296,7                                         | 285,8                                         | 271,6                                         | 3 265,8                                       |
| Fonte: Hong Kong Observatory (temperatura e precipitação), NOAA (Recordes e ensolação) |                                               |                                               |                                               |                                               |                                               |                                               |                                               |                                               |                                               |                                               |                                               |                                               |                                               |
| Fonte 2: Deutscher Wetterdienst (dias de chuva 1968–1986, umidade 1953–1970)           |                                               |                                               |                                               |                                               |                                               |                                               |                                               |                                               |                                               |                                               |                                               |                                               |                                               |